# Mount Nils Larsen
Mount Nils Larsen är ett berg i Dronning Maud Land i Antarktis. Toppen ligger 2 190 meter över havet.
Terrängen runt Mount Nils Larsen är platt åt sydost, men åt nordväst är den kuperad.